# Mitracarpus maxwelliae
Mitracarpus maxwelliae är en måreväxtart som beskrevs av Nathaniel Lord Britton och Percy Wilson. Mitracarpus maxwelliae ingår i släktet Mitracarpus och familjen måreväxter.
Artens utbredningsområde är Puerto Rico. Inga underarter finns listade i Catalogue of Life.